# Fridthjof Kristoffersen
Fridthjof Kristoffersen (Christiania, 28 februari 1894- 26 april 1962) was een Noors componist en pianist.
Fridtjhof Kristoffersen werd geboren binnen het gezin van schoenmaker Lars en Erika Kristoffersen uit Odalen.
Hij kreeg pianolessen van Fridtjof Backer-Grøndahl en Dagmar Walle-Hansen, maar ook aan het Conservatorium van Leipzig. Er zijn voor wat betreft composities slechts weinig stukken van hem bekend:
- 1918: Sonate voor piano
- 1920: Suite voor orkest
- 1924: Pastorale voor viool en piano
- 1929; Ostlandsskisser
- 1932: Grensefestning
- 1936/37 Noorse capriccio’s 1 en 2
- 1935: Noorse capriccio nr. 3
- 1944: Fanarapsodie
- Hostaften (liederen)
- diverse pianowerken waaronder
  - de Odalsvalsen
  - Elegie voor piano
  - Variaties voor poani
  - Menuet voor piano (opus 1)
  - Tre pianostykker (opus 2)
  - Landlige billeder (opus 5)
  - Fantasie pathétique (opus 6)
  - Legende (opus 10)

Uitvoering:
- 19 februari 1920: Bergen: Anton Rubinstein: Pianoconcert nr. 4

- Virtual International Authority File: 198149106273568492408